# پیک (دهانه)
پیک یک دهانه برخوردی در ماه‌ است.